# Caverswall
Caverswall – wieś w Anglii, w hrabstwie Staffordshire, w dystrykcie Staffordshire Moorlands. Leży 20 km na północ od miasta Stafford i 211 km na północny zachód od Londynu.